# Catedral de San Pedro (Rockford)
La Catedral de San Pedro  (en inglés: Cathedral of Saint Peter) es la iglesia madre de la diócesis de Rockford, en Rockford en Estados Unidos. Es la tercera iglesia que sirve a la diócesis como su catedral.
La parroquia tuvo sus comienzos con el establecimiento de la capilla de San Guillermo en 1915. Se estableció como una misión del centro de la parroquia de Santa María. Propiedad llamada Council Hill, también conocida como La piety Hill, fue comprada en 1920 para una nueva parroquia. Una iglesia y una escuela fueron construidas en la calle Court comenzando en 1921.
La piedra angular de la actual iglesia fue bendecida por el Obispo Loras Lane en agosto de 1958 y se dedicó el 15 de mayo de 1960. El Obispo Arthur O'Neill designó San Pedro como la catedral diocesana el 11 de octubre de 1970. St. James en North Second en Rockford había sido la pro-catedral desde la fundación de la diócesis en 1908 hasta 1963. La iglesia de la Sagrada Familia entonces sirvió como la catedral hasta que la reemplazó San Pedro.  O'Neill La consagró formalmente el 11 de octubre de 1978. El presente altar fue consagrado por el cardenal Francis George de Chicago el 29 de septiembre de 1998.

## Véase también

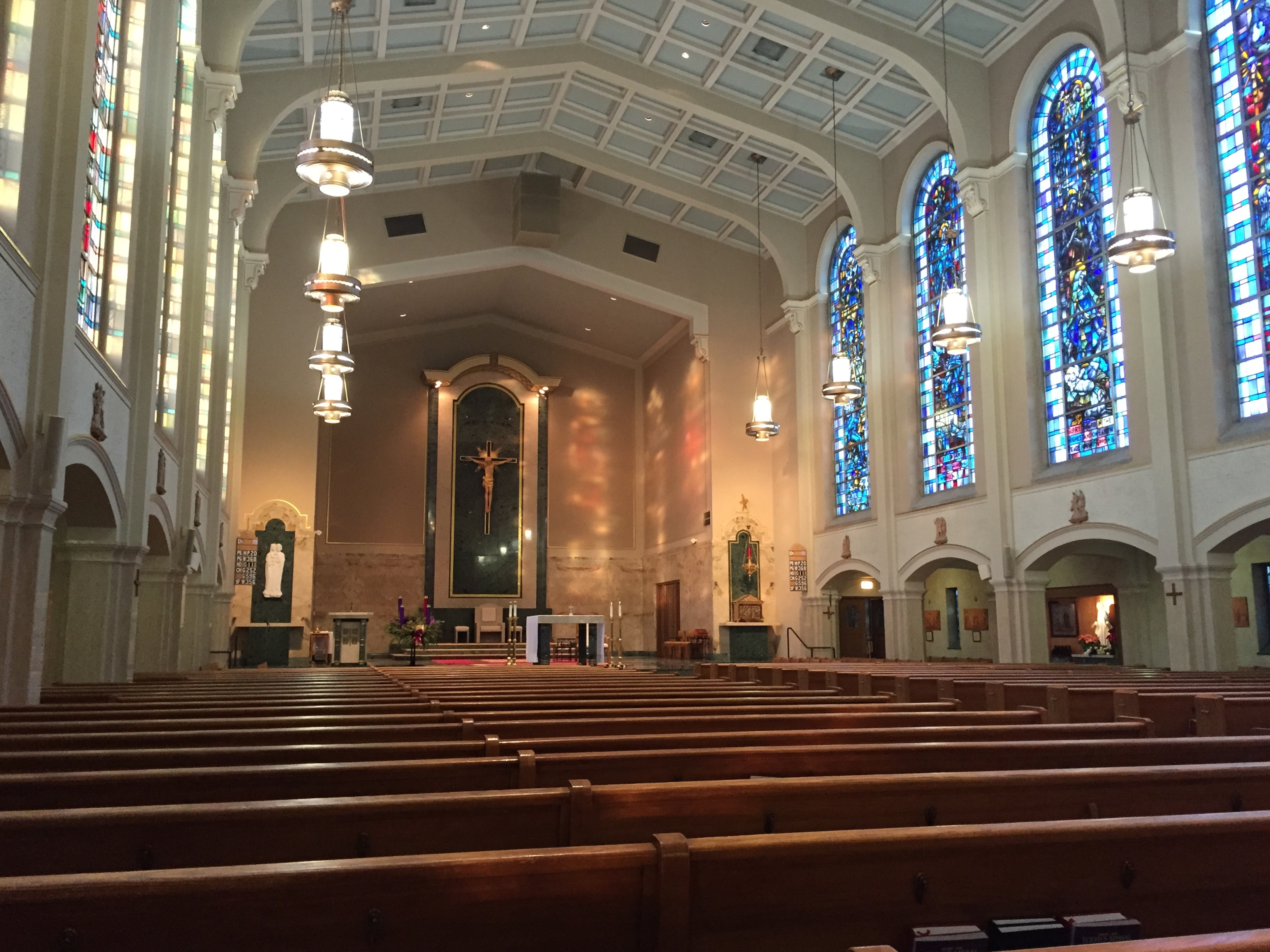
Vista interna